# Lista över fornlämningar i Ljungby kommun (Bolmsö)
Lista över fornlämningar i Ljungby kommun (Bolmsö) är en förteckning av ett urval av de fornlämningar som finns i Bolmsö i Ljungby kommun.
| Namn                         | Lämningstyp                      | Tillkomsttid | Historisk indelning | Plats | Läge                 | ID-nr          | Bild                                      |
| ---------------------------- | -------------------------------- | ------------ | ------------------- | ----- | -------------------- | -------------- | ----------------------------------------- |
| Bolmsö 1:1                   | Stenkammargrav                   |              | Bolmsö, Småland     |       | 57.014329, 13.784172 | 10070500010001 | Ladda upp en bild av detta fornminne      |
| Bolmsö 1:2                   | Röse                             |              | Bolmsö, Småland     |       | 57.014117, 13.784366 | 10070500010002 | Ladda upp en bild av detta fornminne      |
| Bolmsö 2:1                   | Stenkammargrav                   |              | Bolmsö, Småland     |       | 57.014459, 13.783040 | 10070500020001 | Ladda upp en bild av detta fornminne      |
| Kung Rings sten (Bolmsö 4:1) | Ristning, medeltid/historisk tid |              | Bolmsö, Småland     |       | 57.015888, 13.774025 | 10070500040001 | Ladda upp en bild av detta fornminne      |
| Kung Rings grav (Bolmsö 5:1) | Husgrund, historisk tid          |              | Bolmsö, Småland     |       | 57.015110, 13.771332 | 10070500050001 | Ladda upp en bild av detta fornminne      |
| Bolmsö 10:1                  | Stenkammargrav                   |              | Bolmsö, Småland     |       | 57.011130, 13.783222 | 10070500100001 | Ladda upp en bild av detta fornminne      |
| Bolmsö 11:1                  | Gravfält                         |              | Bolmsö, Småland     |       | 57.006848, 13.774572 | 10070500110001 | Ladda upp en bild av detta fornminne      |
| Bolmsö 11:2                  | Gravfält                         |              | Bolmsö, Småland     |       | 57.006677, 13.775321 | 10070500110002 | Ladda upp en bild av detta fornminne      |
| Bolmsö 16:1                  | Hög                              |              | Bolmsö, Småland     |       | 57.007795, 13.774833 | 10070500160001 | Ladda upp en bild av detta fornminne      |
| Bolmsö 17:1                  | Gravfält med Kungshögen          |              | Bolmsö, Småland     |       | 57.006877, 13.776757 | 10070500170001 | Ladda upp en till bild av detta fornminne |
| Bolmsö 18:1                  | Röse                             |              | Bolmsö, Småland     |       | 56.998702, 13.767592 | 10070500180001 | Ladda upp en bild av detta fornminne      |
| Bolmsö 19:1                  | Röse                             |              | Bolmsö, Småland     |       | 56.999767, 13.768057 | 10070500190001 | Ladda upp en bild av detta fornminne      |
| Bolmsö 20:1                  | Hög                              |              | Bolmsö, Småland     |       | 57.000482, 13.768738 | 10070500200001 | Ladda upp en bild av detta fornminne      |
| Bolmsö 21:1                  | Hög                              |              | Bolmsö, Småland     |       | 56.997204, 13.766288 | 10070500210001 | Ladda upp en bild av detta fornminne      |
| Bolmsö 22:1                  | Grav markerad av sten/block      |              | Bolmsö, Småland     |       | 57.004459, 13.774938 | 10070500220001 | Ladda upp en bild av detta fornminne      |
| Bolmsö 23:1                  | Grav markerad av sten/block      |              | Bolmsö, Småland     |       | 56.995158, 13.763565 | 10070500230001 | Ladda upp en bild av detta fornminne      |
| Bolmsö 23:2                  | Grav markerad av sten/block      |              | Bolmsö, Småland     |       | 56.995030, 13.763253 | 10070500230002 | Ladda upp en bild av detta fornminne      |
| Bolmsö 24:1                  | Gravfält                         |              | Bolmsö, Småland     |       | 56.994423, 13.763109 | 10070500240001 | Ladda upp en bild av detta fornminne      |
| Bolmsö 27:1                  | Grav markerad av sten/block      |              | Bolmsö, Småland     |       | 56.981617, 13.753205 | 10070500270001 | Ladda upp en bild av detta fornminne      |
| Hasslerör (Bolmsö 28:1)      | Stenkammargrav                   |              | Bolmsö, Småland     |       | 56.975715, 13.752985 | 10070500280001 | Ladda upp en bild av detta fornminne      |
| Bolmsö 31:1                  | Röse                             |              | Bolmsö, Småland     |       | 56.971294, 13.753861 | 10070500310001 | Ladda upp en bild av detta fornminne      |
| Bolmsö 31:2                  | Stensättning                     |              | Bolmsö, Småland     |       | 56.971127, 13.753699 | 10070500310002 | Ladda upp en bild av detta fornminne      |
| Bolmsö 32:1                  | Hög                              |              | Bolmsö, Småland     |       | 56.965519, 13.754598 | 10070500320001 | Ladda upp en bild av detta fornminne      |
| Bolmsö 34:1                  | Gravfält                         |              | Bolmsö, Småland     |       | 56.964614, 13.754176 | 10070500340001 | Ladda upp en bild av detta fornminne      |
| Bolmsö 36:1                  | Gravfält                         |              | Bolmsö, Småland     |       | 56.899354, 13.722016 | 10070500360001 | Ladda upp en bild av detta fornminne      |
| Bolmsö 37:1                  | Hög                              |              | Bolmsö, Småland     |       | 56.899155, 13.723420 | 10070500370001 | Ladda upp en bild av detta fornminne      |
| Bolmsö 38:1                  | Grav markerad av sten/block      |              | Bolmsö, Småland     |       | 56.897232, 13.724419 | 10070500380001 | Ladda upp en bild av detta fornminne      |
| Bolmsö 39:1                  | Röse                             |              | Bolmsö, Småland     |       | 57.020193, 13.794592 | 10070500390001 | Ladda upp en bild av detta fornminne      |
| Bolmsö 40:1                  | Hög                              |              | Bolmsö, Småland     |       | 57.003670, 13.771594 | 10070500400001 | Ladda upp en bild av detta fornminne      |
| Bolmsö 42:1                  | Stensättning                     |              | Bolmsö, Småland     |       | 56.903051, 13.693753 | 10070500420001 | Ladda upp en bild av detta fornminne      |
| Bolmsö 43:1                  | Grav markerad av sten/block      |              | Bolmsö, Småland     |       | 56.899686, 13.725752 | 10070500430001 | Ladda upp en bild av detta fornminne      |
| Bolmsö 44:1                  | Stenkammargrav                   |              | Bolmsö, Småland     |       | 56.901780, 13.723980 | 10070500440001 | Ladda upp en bild av detta fornminne      |
| Högarör (Bolmsö 45:1)        | Röse                             |              | Bolmsö, Småland     |       | 56.902534, 13.726371 | 10070500450001 | Ladda upp en bild av detta fornminne      |
| Bolmsö 46:1                  | Röse                             |              | Bolmsö, Småland     |       | 56.905578, 13.731371 | 10070500460001 | Ladda upp en bild av detta fornminne      |
| Bolmsö 47:1                  | Hög                              |              | Bolmsö, Småland     |       | 56.906915, 13.730050 | 10070500470001 | Ladda upp en bild av detta fornminne      |
| Bolmsö 47:2                  | Hög                              |              | Bolmsö, Småland     |       | 56.907040, 13.730016 | 10070500470002 | Ladda upp en bild av detta fornminne      |
| Bolmsö 47:3                  | Hög                              |              | Bolmsö, Småland     |       | 56.907231, 13.730340 | 10070500470003 | Ladda upp en bild av detta fornminne      |
| Bolmsö 48:1                  | Stensättning                     |              | Bolmsö, Småland     |       | 56.908459, 13.730645 | 10070500480001 | Ladda upp en bild av detta fornminne      |
| Bolmsö 49:1                  | Stensättning                     |              | Bolmsö, Småland     |       | 56.908320, 13.731188 | 10070500490001 | Ladda upp en bild av detta fornminne      |
| Bolmsö 50:1                  | Röse                             |              | Bolmsö, Småland     |       | 56.914356, 13.733332 | 10070500500001 | Ladda upp en bild av detta fornminne      |
| Bolmsö 51:1                  | Stensättning                     |              | Bolmsö, Småland     |       | 56.914818, 13.733242 | 10070500510001 | Ladda upp en bild av detta fornminne      |
| Bolmsö 53:1                  | Stensättning                     |              | Bolmsö, Småland     |       | 56.918307, 13.712781 | 10070500530001 | Ladda upp en bild av detta fornminne      |
| Bolmsö 55:1                  | Röse                             |              | Bolmsö, Småland     |       | 56.924538, 13.739824 | 10070500550001 | Ladda upp en bild av detta fornminne      |
| Bolmsö 56:1                  | Gravfält                         |              | Bolmsö, Småland     |       | 56.925863, 13.739485 | 10070500560001 | Ladda upp en bild av detta fornminne      |
| Bolmsö 57:1                  | Hög                              |              | Bolmsö, Småland     |       | 56.933761, 13.741759 | 10070500570001 | Ladda upp en bild av detta fornminne      |
| Bolmsö 58:1                  | Gravfält                         |              | Bolmsö, Småland     |       | 56.936667, 13.744305 | 10070500580001 | Ladda upp en bild av detta fornminne      |
| Penningröret (Bolmsö 59:1)   | Röse                             |              | Bolmsö, Småland     |       | 56.944172, 13.744726 | 10070500590001 | Ladda upp en bild av detta fornminne      |
| Bolmsö 60:1                  | Stensättning                     |              | Bolmsö, Småland     |       | 56.939382, 13.726190 | 10070500600001 | Ladda upp en bild av detta fornminne      |
| Bolmsö 61:1                  | Hög                              |              | Bolmsö, Småland     |       | 56.974987, 13.752913 | 10070500610001 | Ladda upp en bild av detta fornminne      |
| Bolmsö 65:1                  | Hög                              |              | Bolmsö, Småland     |       | 56.933037, 13.739536 | 10070500650001 | Ladda upp en bild av detta fornminne      |
| Bolmsö 67:1                  | Gravfält                         |              | Bolmsö, Småland     |       | 56.949087, 13.748519 | 10070500670001 | Ladda upp en bild av detta fornminne      |
| Bolmsö 68:1                  | Gravfält                         |              | Bolmsö, Småland     |       | 56.950252, 13.751526 | 10070500680001 | Ladda upp en bild av detta fornminne      |
| Bolmsö 70:1                  | Röse                             |              | Bolmsö, Småland     |       | 56.951709, 13.712362 | 10070500700001 | Ladda upp en bild av detta fornminne      |
| Bolmsö 71:1                  | Gravfält                         |              | Bolmsö, Småland     |       | 56.977232, 13.749096 | 10070500710001 | Ladda upp en bild av detta fornminne      |
| Bolmsö 72:1                  | Stensättning                     |              | Bolmsö, Småland     |       | 56.981244, 13.726703 | 10070500720001 | Ladda upp en bild av detta fornminne      |
| Bolmsö 74:1                  | Gravfält                         |              | Bolmsö, Småland     |       | 57.003483, 13.720986 | 10070500740001 | Ladda upp en bild av detta fornminne      |
| Bolmsö 75:1                  | Gravfält                         |              | Bolmsö, Småland     |       | 57.003541, 13.722672 | 10070500750001 | Ladda upp en bild av detta fornminne      |
| Bolmsö 76:1                  | Gravfält                         |              | Bolmsö, Småland     |       | 57.003977, 13.722889 | 10070500760001 | Ladda upp en bild av detta fornminne      |
| Bolmsö 77:1                  | Gravfält                         |              | Bolmsö, Småland     |       | 57.004128, 13.717897 | 10070500770001 | Ladda upp en bild av detta fornminne      |
| Bolmsö 78:1                  | Hög                              |              | Bolmsö, Småland     |       | 57.004427, 13.716674 | 10070500780001 | Ladda upp en bild av detta fornminne      |
| Bolmsö 80:1                  | Hög                              |              | Bolmsö, Småland     |       | 57.007440, 13.720386 | 10070500800001 | Ladda upp en bild av detta fornminne      |
| Bolmsö 80:2                  | Hög                              |              | Bolmsö, Småland     |       | 57.007362, 13.720325 | 10070500800002 | Ladda upp en bild av detta fornminne      |
| Bolmsö 80:3                  | Hög                              |              | Bolmsö, Småland     |       | 57.007364, 13.720117 | 10070500800003 | Ladda upp en bild av detta fornminne      |
| Bolmsö 81:1                  | Gravfält                         |              | Bolmsö, Småland     |       | 57.009377, 13.729968 | 10070500810001 | Ladda upp en bild av detta fornminne      |
| Bolmsö 83:1                  | Stensättning                     |              | Bolmsö, Småland     |       | 56.970607, 13.762486 | 10070500830001 | Ladda upp en bild av detta fornminne      |
| Bolmsö 85:1                  | Stensättning                     |              | Bolmsö, Småland     |       | 56.895058, 13.685238 | 10070500850001 | Ladda upp en bild av detta fornminne      |
| Bolmsö 87:1                  | Stensättning                     |              | Bolmsö, Småland     |       | 56.905057, 13.733782 | 10070500870001 | Ladda upp en bild av detta fornminne      |
| Bolmsö 90:1                  | Röse                             |              | Bolmsö, Småland     |       | 56.930296, 13.741427 | 10070500900001 | Ladda upp en bild av detta fornminne      |
| Bolmsö 91:1                  | Röse                             |              | Bolmsö, Småland     |       | 56.928608, 13.744397 | 10070500910001 | Ladda upp en bild av detta fornminne      |
| Bolmsö 93:1                  | Stensättning                     |              | Bolmsö, Småland     |       | 56.952177, 13.716077 | 10070500930001 | Ladda upp en bild av detta fornminne      |
| Bolmsö 94:1                  | Röse                             |              | Bolmsö, Småland     |       | 56.924219, 13.738972 | 10070500940001 | Ladda upp en bild av detta fornminne      |
| Bolmsö 94:2                  | Röse                             |              | Bolmsö, Småland     |       | 56.924370, 13.739114 | 10070500940002 | Ladda upp en bild av detta fornminne      |
| Bolmsö 95:1                  | Röse                             |              | Bolmsö, Småland     |       | 56.992163, 13.744273 | 10070500950001 | Ladda upp en bild av detta fornminne      |
| Bolmsö 97:1                  | Röse                             |              | Bolmsö, Småland     |       | 56.983057, 13.735052 | 10070500970001 | Ladda upp en bild av detta fornminne      |
| Bolmsö 99:1                  | Röse                             |              | Bolmsö, Småland     |       | 56.982361, 13.725678 | 10070500990001 | Ladda upp en bild av detta fornminne      |
| Bolmsö 108:1                 | Grav markerad av sten/block      |              | Bolmsö, Småland     |       | 56.936583, 13.746693 | 10070501080001 | Ladda upp en bild av detta fornminne      |
| Bolmsö 110:1                 | Röse                             |              | Bolmsö, Småland     |       | 56.982656, 13.722727 | 10070501100001 | Ladda upp en bild av detta fornminne      |
| Bolmsö 129:1                 | Stensättning                     |              | Bolmsö, Småland     |       | 56.942567, 13.705878 | 10070501290001 | Ladda upp en bild av detta fornminne      |
| Bolmsö 133:1                 | Hällristning                     |              | Bolmsö, Småland     |       | 56.976521, 13.748729 | 10070501330001 | Ladda upp en bild av detta fornminne      |
| Bolmsö 147:1                 | Hällristning                     |              | Bolmsö, Småland     |       | 56.940524, 13.728668 | 10070501470001 | Ladda upp en bild av detta fornminne      |
| Bolmsö 148:1                 | Hällristning                     |              | Bolmsö, Småland     |       | 56.935017, 13.712781 | 10070501480001 | Ladda upp en bild av detta fornminne      |
| Bolmsö 149:1                 | Stensättning                     |              | Bolmsö, Småland     |       | 56.943896, 13.743625 | 10070501490001 | Ladda upp en bild av detta fornminne      |
| Bolmsö 149:2                 | Stensättning                     |              | Bolmsö, Småland     |       | 56.943770, 13.743757 | 10070501490002 | Ladda upp en bild av detta fornminne      |
| Bolmsö 180:1                 | Stensättning                     |              | Bolmsö, Småland     |       | 56.915552, 13.737923 | 10070501800001 | Ladda upp en bild av detta fornminne      |
| Bolmsö 180:2                 | Stensättning                     |              | Bolmsö, Småland     |       | 56.915915, 13.737845 | 10070501800002 | Ladda upp en bild av detta fornminne      |
| Bolmsö 180:3                 | Stensättning                     |              | Bolmsö, Småland     |       | 56.915974, 13.738669 | 10070501800003 | Ladda upp en bild av detta fornminne      |
| Bolmsö 182:1                 | Röse                             |              | Bolmsö, Småland     |       | 56.909611, 13.727570 | 10070501820001 | Ladda upp en bild av detta fornminne      |
| Bolmsö 184:1                 | Hällristning                     |              | Bolmsö, Småland     |       | 56.915183, 13.733594 | 10070501840001 | Ladda upp en bild av detta fornminne      |
| Bolmsö 186:1                 | Hällristning                     |              | Bolmsö, Småland     |       | 56.970964, 13.725148 | 10070501860001 | Ladda upp en bild av detta fornminne      |
| Bolmsö 197:1                 | Stensättning                     |              | Bolmsö, Småland     |       | 56.901649, 13.724850 | 10070501970001 | Ladda upp en bild av detta fornminne      |
| Bolmsö 199:1                 | Röse                             |              | Bolmsö, Småland     |       | 57.008377, 13.768015 | 10070501990001 | Ladda upp en bild av detta fornminne      |
| Bolmsö 200:1                 | Hällristning                     |              | Bolmsö, Småland     |       | 57.007926, 13.766520 | 10070502000001 | Ladda upp en bild av detta fornminne      |
| Bolmsö 200:2                 | Hällristning                     |              | Bolmsö, Småland     |       | 57.007953, 13.766934 | 10070502000002 | Ladda upp en bild av detta fornminne      |
| Bolmsö 202:1                 | Hällristning                     |              | Bolmsö, Småland     |       | 57.014369, 13.753703 | 10070502020001 | Ladda upp en bild av detta fornminne      |
| Bolmsö 210                   | Husgrund, förhistorisk/medeltida |              | Bolmsö, Småland     |       | 56.925259, 13.713443 | 12000000086494 | Ladda upp en bild av detta fornminne      |